# Anne-Lise Bardetová
Anne-Lise Bardetová (* 18. listopadu 1969 Oyonnax) je bývalá francouzská vodní slalomářka, kajakářka závodící v kategorii K1.
V roce 2002 pomohla francouzskému týmu na mistrovství světa vybojovat zlatou medaili v závodě K1 hlídek. Tentýž rok získala bronz v závodě K1 hlídek na evropském šampionátu. Z individuálního závodu K1 na Letních olympijských hrách 2000 v Sydney si přivezla bronzovou medaili.